# Rothe Brücke
Die Rothe Brücke war ein historischer Straßenübergang über das Schwarzwasser nördlich von Johanngeorgenstadt an der Poststraße von Schneeberg nach Karlsbad im westlichen Erzgebirge. Über die Brücke konnte man unter anderem zum Raben- und Schießhausberg gelangen. Die Brücke wurde mehrfach vom Hochwasser beschädigt und musste auf Kosten des städtischen Rates repariert werden.
Beim Bau der Bahnstrecke Schwarzenberg–Johanngeorgenstadt im Jahr 1883 wurde die Rothe Brücke abgerissen und in deren Nähe ein Bahnübergang unweit der Gasanstalt und des Huthauses des Glück Auf Stollns angelegt. Dieser Übergang wurde jedoch beim zweispurigen Ausbau der Bahnstrecke im Jahr 1950 ersatzlos beseitigt.